# Орден Пошани (Греція)
Орден Пошани (грец. Τάγμα της Τιμής) — державна нагорода Грецької Республіки. Заснована 18 серпня 1975 року для заміни скасованого королівського ордена Георга I. Орден Пошани займає друге місце в порядку черговості орденів Грецької Республіки.

## Положення про нагороду
|  | Орденом Пошани нагороджуються грецькі громадяни, які відзначилися на благо своєї країни у всіх сферах державної діяльності, торгівлі, судноплавства, промисловості, науки, мистецтва і літератури, а також іноземні громадяни, які своїми працями внесли значний вклад у збільшення ролі Греції за кордоном. |

## Опис
- 'Великий хрест' (грец. Μεγαλόσταυρος)
- 'Великий командор' (грец. Ανώτερος Ταξιάρχης)
- 'Командор' (грец. Ταξιάρχης)
- 'Офіцер золотого хреста' (грец. Χρυσούς Σταυρός)
- 'Лицар срібного хреста' (грец. Αργυρούς Σταυρός)

## Історія
За правління грецького військового режиму, який зкинув монархію в червні 1973 року, разом з орденом Георгія I та орденом Чесноти, орден Пошани був скасований (Закон 179 від 25 вересня 1973 року). Орден Георгія I повинен би був замінен за «Орден Пошани», але ідея не була реалізована за рік до падіння режиму.
Після відновлення демократичного правління, Закон 106 від 7 серпня 1975 року «Про Орденські відзнаки» встановлене регулювання нової структури Грецької Республіки, яка і підтвердила створення ордена Пошани, який займає друге місце після ієрархічного Орден Спасителя. За результатами конкурсу з дизайну прикраси переміг Kontopanos Konstantinos. Його проєкт був завершений згідно з Указом Президента 849 від 11 листопада 1975 року. Оригінальна конструкція відрізнялася від нинішньої: голова Афіни була іншої конструкції, девіза не було, і літери ΕΔ переплітались. Зворотною ознакою була кругла біла смуга з написом ΕΛΛΗΝΙΚΗ ΔΗΜΟΚΡΑΤΙΑ. Крім того, хрести були відсторонені один від одного овальним лавровим вінком. зовнішній вигляд і якість перших проєктів були визнані незадовільними, і в кінці 1976 року французькою фірмою Артюса Бертрана було введено в експлуатацію створення нового дизайну, без ΕΔ, і без емалі, надаючи синім хрестам більш матовий вигляд. Французький дизайн також показав значок, у вигляді восьмикутної зірки, на яку весь знак хреста і був покладений. Ця конструкція була офіційно прийнята в травні 1977 року (Указ Президента 428), і французька фірма представила дві партії замовлень до 1978 року.
У 1980 року було здійснене замовлення на 200 хрестів спрощеного дизайну, але результат був знову далекий від прийнятного: замість синього кольору хрести були фіолетового відтінку, голова Афіни була перевернута і, взагалі, значки були поганої якості. Ситуація була остаточно вирішена в жовтні 1984 року з Указом Президента РФ 485, який встановив поточний проєкт як остаточний. З 1984 року замовлення нагороди були виготовлені швейцарською фірмою Medailleurs Huguenin.